# 場

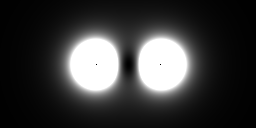
同じ電荷を持ち反発し合う二つの粒子の周りの電場強度。明るさは電場の強さを表す。場の方向は示されていない。

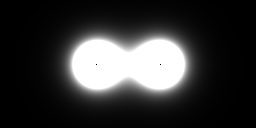
反対の電荷を持ち引きつけ合う二つの粒子。

場（ば、英: field、工学分野では電界・磁界など界とも）とは、物理量を持つものの存在が、その近傍・周囲に連続的に影響を与えること、あるいはその影響を受けている状態にある空間のこと。

## 概要
物理学において、場は時空の各点に関連する物理量である。場では、座標および時間を指定すれば、（スカラー量、ベクトル量、テンソル量などの）ある一つの物理量が定まる。つまり、数学的には空間座標が独立変数となっているような関数として表現できることがその特徴である。場に配置される物理量の種類により、スカラー場、およびベクトル場などに分類することができる。場の各点の値がスカラー、ベクトル、スピノル（例えば、ディラック電子）またはより一般的にテンソルであるようなとき、場はそれぞれスカラー場、ベクトル場、スピノル場、またはテンソル場となる。例えば、ニュートンの重力場はベクトル場である。時空の点における値を規定するには、その点の重力場ベクトルの要素の三つの数を決める必要がある。さらに、それぞれのカテゴリー（スカラー、ベクトル、テンソル）の中でも、数または量子演算子のどちらで特徴付けられるかによって、場は古典場または量子場へと分類できる。
場の具体例として、電磁場（電場と磁場）や重力場などがある。場は空間の全てに渡って広がっていると考えられるが、実際問題として、ある程度の遠距離では全ての既知の場の強度は検出できないくらいまで弱められる。例えば、ニュートンの重力理論では、重力場の強さは重力によって引き付けている物体からの距離の二乗に反比例する。それゆえ、地球の重力場は宇宙スケールではすぐに検出できなくなる。
場を"空間中の数"として定義する際に、場は物理的実体を持つとみなされている。“場は空間を占有し、エネルギーを含み、その存在は真の真空を排除する。真空は物質がない状態であるが、場は存在する。場は“空間内の状態"を生み出すことで、その中に粒子が置かれたときに、粒子は力を感じることができる。”
もし電荷が動かされた場合、他の電荷への影響は瞬時に現れる訳ではない。動かされた電荷は運動を与えたものからの反作用力によって運動量を得るが、別の電荷への影響は瞬時には伝わらない。動かされた電荷からの影響力は光速で運動して、他の電荷に到達してからその粒子へ運動量を与える。この電荷へ影響力が伝わるまでの間、伝えられるはずの運動量はどこにあるのか？運動量保存の法則が成立する限り、それはどこかになくてはならない。物理学者たちは、"力を解析するために非常に便利なもの"として場の中に運動量が存在すると考えることを発見した。
この有用な考え方により、物理学者たちは電磁場は実際に存在すると信じるようになり、現代物理学の全体系のパラダイムを支える場の概念を構築していった。ジョン・ホイーラーとリチャード・ファインマンは、場以前のニュートンの遠隔作用の概念を検討した（一般相対性理論と量子電磁力学の研究のために場の概念は当面有効なので、彼らはそれらの遠隔作用の検討は後回しにされた）。
"電磁場は運動量とエネルギーを持つことができるという事実は、場を非常に現実的なものにする。すなわち、粒子は場を作り、その場は他の粒子に作用する。そして、場は、ちょうど粒子が持つ性質と同じように、エネルギーや運動量というおなじみの性質を持つ"。

## 場の理論
場と場の力学を記述する理論を場の理論と総称する。通常、これは場のラグランジアンまたはハミルトニアンを記述し、それを無限自由度の系の古典力学または量子力学として扱うことによってなされる。数学的な道具立てから、あるいは物理的な背景から、量子力学にもとづく場の理論を場の量子論と呼び、それ以外の古典力学にもとづく理論を場の古典論と区別することがある。
場の量子論は場の古典論を含む理論であるが、場の古典論は量子力学効果が現れない領域では依然として非常に有用であり、現在も研究が盛んな領域である。物質の弾性、流体力学およびマクスウェル方程式の領域がそうである。
物理学において、重力相互作用や電磁相互作用など、基本的な相互作用とされる相互作用がいくつか存在し、それらに対応する場の理論が研究されている。統一場理論は、重力を除く種々の場を統一的に説明する理論を指す。物理学の基礎研究における一つの目標は、そのような統一場理論を得ることである。

### 古典場
古典場の力学は通常、場の成分の単位であるラグランジアン密度によって規定され、その力学は作用原理を用いて記述することができる。
マイケル・ファラデーは、磁性の研究の中で初めて場の重要性を物理的対象として認識した。彼は、電場および磁場は粒子の運動を決定付ける力の場であるだけでなく、それらはエネルギーを蓄えており、独立した物理的実在であると考えた。
この発想は最終的に、ジェームズ・クラーク・マクスウェルによる電磁場の方程式の導出へとつながり、物理理論の中で最初の統一場理論として結実した。これらの方程式の現代的な形はマクスウェル方程式と呼ばれる。19世紀の終盤、電磁場は空間中の二つのベクトル場の集合として理解されていたが、現在では、これは時空の中の一つの二階反対称テンソル場として理解されている。
アインシュタインの重力理論である一般相対性理論は、もう一つの古典場の理論である。ここでの原理場は時空の中の二階の対称テンソル場である計量テンソルである。
一般的な設定では、古典場はファイバー束の切断によって記述され、それらの力学はジェット多様体（共変場の古典理論）の観点から形式化される。
BRST理論では、ゴースト場などの奇数の場が扱われる。計量的多様体と超多様体の多様体上で奇数場の異なる記述が存在する。
熱的に揺らいだ古典場はどの点でも微分不可能なので、有限温度の古典場をきっちり扱う場合には連続確率場の方法を用いる必要がある。

### 量子場
量子力学はすべての物理現象を説明する理論であると多くの研究者によって考えられており、場の古典論は、少なくとも原理上は、量子力学によって書き換えることができるはずである。これに対応する理論として成功しているのが場の量子論である。例えば、古典電磁気学の量子化は量子電磁力学を導く。量子電磁力学は非常に成功した物理理論の一つである。実験データはこの理論の予測精度が他の理論のものと比べて顕著に高いことを示している。他の二つの根本的な場の量子論は量子色力学および電弱理論である。これら三つの場の量子論は素粒子物理学のいわゆる標準模型の特殊な場合としてそれぞれ導出することができる。重力の場の古典論である一般相対性理論は未だ量子力学的な取り扱いに成功していない。

## 場の対称性
古典場または量子場において、その中で場を分類する便利な方法は、場の持つ対称性によって行うものである。物理的対称性は通常二つの型が存在する：

### 時空対称性
場は、時空の変換の下での振る舞いによって分類されることが多い。この分類で用いられる用語は次のものがある—
- スカラー場 - （温度など）は、空間の各点に一つの値を与えることによって規定される。この値は空間の変換の下で変化しない。
- ベクトル場 - （磁場の各点の力の大きさや方向など）は、空間の各点にベクトルを付与することによって規定される。このベクトルの成分は空間の回転の下で [要説明]（参考: ベクトルの共変性と反変性）
- テンソル場 - （結晶の応力テンソルなど）は、空間の各点におけるテンソルによって規定される。このテンソルの成分は空間の回転の下で [要説明]
- スピノル場 -  場の量子論において有用である。

### 内部対称性
場は、時空対称性に加えて、内部対称性も持つ。例えば、多くの状況で時空スカラーのリストである場 (φ1,φ2...φN) が必要となる。例えば、天気予報において、それらは気温、気圧、湿度などであろう。素粒子物理学において、クォークの相互作用のカラー対称性は、アイソスピンまたはフレーバー対称性と同様に、強い相互作用の内部対称性の一例である.
もし問題の対象の成分が、時空を含まない変換による対称性を持つなら、そのときこの対称性の集合は内部対称性と呼ばれる。内部対称性の下での場の変化を分類することもできる。